# Нижний Тереш
Нижний Тереш — посёлок в Прокопьевском районе Кемеровской области. Входит в состав Сафоновского сельского поселения.

## География
Центральная часть населённого пункта расположена на высоте 331 метров над уровнем моря.

## Население
По данным Всероссийской переписи населения 2010 года, в посёлке Нижний Тереш проживает 17 человек (11 мужчин, 6 женщин).